# Zalizna Lastivka
Zalizna Lastivka (укр. Залізна ластівка, Железна ластавица на српском језику) је трећи студијски албум украјинског бенда The Hardkiss. Објављена је 19. септембра 2018. године.

## Позадина
Према the Hardkissу, рад на албуму је трајао две године.  Албум се састоји од 13 песама и четири песме, од којих је већина на украјинском. Бенд је започео продукцију албума 21. фебруара 2017. на Међународни дан матерњег језика, тако што је прво представио своју песму „Антарктида“.
21. јула 2017. године the Hardkiss ће објавити главни сингл бенда, „Журавлі“. Тог дана на YouTube је објављен и музички спот. Музички спот је постао вирална сензација у Украјини, сакупивши преко 24 милиона прегледа до 5. октобра 2021. године. Песма би помогла бенду да освоји Yuna и Gold Firebird Awards, заједно са M1 Music Awards 2017. године Према речима Јулије Санине, главног вокала бенда, песма је настала у хотелској соби за 20 минута. У чланку је рекла да је песма другачија од онога што фанови очекују од the Hardkiss у музичком смислу.
"Пре него што преслушате нову песму, прецртајте све на шта сте раније навикли, шта знате о the Hardkiss-у и што очекујете од нас у музичком смислу. На крају крајева, "Журавли" је веома неочекивана песма која је била брзо рођена и исто тако брзо снимљена код нас. Веома је нежна, природна и за мене лично симболизује блискост са природом. Има минимум алата а максимум осећања! Не знам ни како ће перципирају "Журавлі"... Поуздано знам да је овај рад веома искрен. Што се тиче видеа, вероватно га не бих ни назвао пуноправним, већ бих га назвао неком врстом пратеће видео уметности. „Немате уобичајене радње или активне снимке, укратко, све ћете видети сами“. – Јулија Санина (преведено на српски језик).
Између јесени 2017. и пролећа 2018. године бенд ће објавити још две песме, обе на украјинском: „Кораблі“ и „Мелодія“. Након објављивања две песме, бенд је схватио да ће се њихов музички стил мало променити. Санина би нови албум описао као „целу чахуру, у којој влада његова атмосфера“.

## Песме
Албум садржи укупно 17 песама и траје 52 минута и 57 секунди.

## Пријем
Пријем за албум био је углавном позитиван и од фанова и од музичких критичара. Игов Панасов из Карабас Ливе известио је да „Ако не знате како да причате приче, немојте да издајете албуме... Хардкисс је само створен за велике лепе приче. Али много година [Санина] није била дорасла томе. Под плаштом албума, [Јулија Санина] је издала механичке компилације – Stones And Honey (2014), Cold Altair (ЕП, 2015) и Perfection Is a Lie (2017). О [албумима] није било шта посебно да се прича. Све до данас.